# Don Camillo

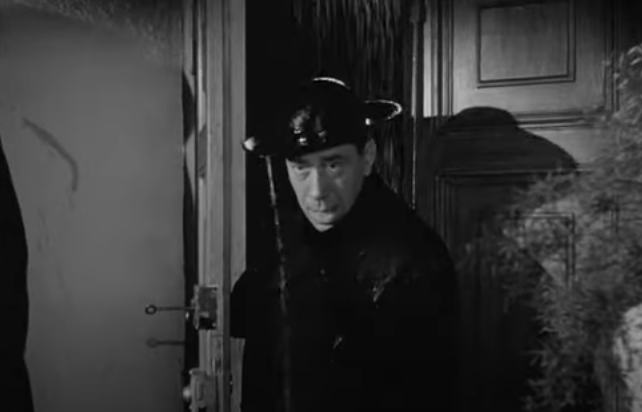
Don Camillo (Fernandel), ve filmu Návrat dona Camilla

Don Camillo je fiktivní postava kněze, kterou vytvořil italský katolický novinář a spisovatel Giovannino Guareschi.

## Příběhy Dona Camilla
Don Camillo je hlavní postavou 347 krátkých příběhů, které původně vycházely v časopise Candido, který Guareschi založil společně s Giovannim Moscou, a následně byly uspořádány do osmi knih (z nichž ovšem jen tři vyšly za autorova života). Většina příběhů se odehrává nedlouho po Druhé světové válce ve fiktivním malém městečku v severní Itálii. Ve většině povídek je protihráčem Dona Camilla komunistický starosta Peppone. Důležitou součástí příběhů jsou rozhovory Dona Camilla s Kristem na oltáři jeho kostela.
Příběhy Dona Camilla jsou velmi populární, byly přeloženy do desítek jazyků (včetně češtiny) a dočkaly se i několika zfilmování. Nejznámějšími představiteli Dona Camilla jsou Fernandel a Terence Hill.

## Ukázka
| „ | Za deset dní se don Camillo vrátil. „Tak jak jsme se měli?“ optal se Peppone, když se s ním setkal hned u východu z nádraží. „Byla to pěkná dovolená?“ „Nu, bylo to tam trochu nudné. Naštěstí jsem s sebou měl paklík karet, a tak jsem svou nedočkavost krotil tím, že jsem si vykládal pasiáns,“ odpověděl don Camillo. Vytáhl karty z kapsy. „Ale teď už je nebudu potřebovat,“ dodal. A s milým úsměvem přetrhl paklík vedví, jako by to byl krajíc chleba. „Stárneme, pane starosto,“ povzdychl si. „Jděte do háje i s těma, co vás sem poslali nazpátek!“ zahučel Peppone a zmizel. Don Camillo měl Kristu dlouho co vyprávět. Až ke konci jejich besedování se zeptal s lhostejným výrazem ve tváři: „Co to bylo za chlapíka, ten můj zástupce?“ „Milý chlapec, vzdělaný a dobromyslný. Kdyby jej někdo po návratu pěkně přivítal, neurážel by ho tím, že mu pod nosem přetrhne paklík karet.“ „Pane!“ zvolal don Camillo, rozpřáhnuv paže. „Jsou lidé, kterým se musí poděkovat právě takhle. Vsadím se s tebou, že zrovna teď vykládá Peppone té své bandě: `A von přetrh celej pakl karet, prc, prc, ten vyřezanej vopičák!` A září radostí, že o tom může povídat. Chceš se vsadit?“ „Nechci“, odpověděl Kristus a povzdychl si, „neboť přesně tohle právě teď Peppone říká.“ | “ |

## Česká vydání
- Don Camillo a jeho svět. Přel. Bohumil Vančura a Ivana Hlaváčová. Kostelní Vydří (Karmelitánské nakladatelství) 2001
- Don Camillo a jeho ovečky. Přel. Ivana Hlaváčová. Kostelní Vydří (Karmelitánské nakladatelství) 2002
- Soudruh Don Camillo. Přel. Ivana Hlaváčová. Kostelní Vydří (Karmelitánské nakladatelství) 2003
- Don Camillo a Don Chichi aneb Don Camillo a dnešní mládež. Přel. Ivana Hlaváčová. Kostelní Vydří (Karmelitánské nakladatelství) 2005
- Rok Dona Camilla. Přel. Ivana Hlaváčová. Kostelní Vydří (Karmelitánské nakladatelství) 2006